# 박치열
박치열(1977년 7월 28일~)은 대한민국의 기업인이다.

## 학력
- 고려대학교 대학원
- 한양대학교 의학과 졸업

## 경력
- 스페셜코성형클리닉 대표원장

## 가족 관계
- 배우자: 이정민(1980년 5월 12일~)
  - 딸: 박온유(2013년 9월 16일~)
  - 아들: 박시온(2021년 9월 25일~)